# Düsseldorfer Turn- und Sportverein Fortuna 1895 2011-2012
Questa voce raccoglie le informazioni riguardanti il Düsseldorfer Turn- und Sportverein Fortuna 1895 nelle competizioni ufficiali della stagione 2011-2012.

## Stagione
Nella stagione 2011-2012 il Fortuna Düsseldorf, allenato da Norbert Meier, concluse il campionato di 2. Bundesliga al 3º posto, vinse i play-off con l'Hertha Berlino e fu promosso in Bundesliga. In Coppa di Germania il Fortuna Düsseldorf fu eliminato agli ottavi di finale dal Borussia Dortmund.

## Rosa
| N. |                         | Ruolo | Calciatore               |
| -- | ----------------------- | ----- | ------------------------ |
| 1  | Austria (bandiera)      | P     | Robert Almer             |
| 2  | Germania (bandiera)     | D     | Christian Weber          |
| 3  | Spagna (bandiera)       | D     | Juanan                   |
| 5  | RD del Congo (bandiera) | D     | Assani Lukimya-Mulongoti |
| 6  | Germania (bandiera)     | D     | Jens Langeneke           |
| 7  | Germania (bandiera)     | C     | Oliver Fink              |
| 8  | Germania (bandiera)     | C     | Sascha Dum               |
| 9  | Serbia (bandiera)       | A     | Ranisav Jovanović        |
| 10 | Danimarca (bandiera)    | A     | Ken Ilsø                 |
| 11 | Germania (bandiera)     | C     | Maximilian Beister       |
| 13 | Germania (bandiera)     | C     | Adam Bodzek              |
| 16 | Bulgaria (bandiera)     | C     | Villyan Bijev            |
| 17 | Germania (bandiera)     | C     | Andreas Lambertz         |

| N. |                        | Ruolo | Calciatore             |
| -- | ---------------------- | ----- | ---------------------- |
| 18 | Germania (bandiera)    | A     | Thomas Bröker          |
| 19 | Germania (bandiera)    | D     | Tobias Levels          |
| 21 | Germania (bandiera)    | D     | Johannes van den Bergh |
| 22 | Germania (bandiera)    | P     | Michael Ratajczak      |
| 23 | Australia (bandiera)   | C     | Robbie Kruse           |
| 24 | Germania (bandiera)    | D     | Jeron Al-Hazaimeh      |
| 25 | Azerbaigian (bandiera) | D     | Tuğrul Erat            |
| 26 | Germania (bandiera)    | C     | Jules Schwadorf        |
| 27 | Polonia (bandiera)     | C     | Adam Matuszczyk        |
| 28 | Finlandia (bandiera)   | A     | Timo Furuholm          |
| 30 | Germania (bandiera)    | A     | Sascha Rösler          |
| 31 | Germania (bandiera)    | D     | Kai Schwertfeger       |
| 33 | Germania (bandiera)    | P     | Markus Krauss          |

## Organigramma societario
Area tecnica
- Allenatore: Norbert Meier
- Allenatore in seconda: Uwe Klein
- Preparatore dei portieri: Manfred Gloger, Michael Stahl
- Preparatori atletici: Thomas Gucek, Marcel Verstappen

## Calciomercato

### Sessione estiva
| Acquisti | Acquisti          | Acquisti               | Acquisti |
| R.       | Nome              | da                     | Modalità |
| -------- | ----------------- | ---------------------- | -------- |
| C        | Villyan Bijev     | Liverpool U19          |          |
| D        | Tobias Levels     | Borussia M'gladbach    |          |
| D        | Jeron Al-Hazaimeh | Fortuna Düsseldorf U19 |          |
| P        | Robert Almer      | Austria Vienna         |          |
| C        | Karim Aouadhi     | Club Africain          |          |
| D        | Tuğrul Erat       | Fortuna Düsseldorf U19 |          |
| A        | Adriano Grimaldi  | Magonza II             |          |
| D        | Juanan            | Real M. Castilla       |          |
| P        | Markus Krauss     | Stoccarda II           |          |
| C        | Robbie Kruse      | Melbourne Victory      |          |
| C        | Jules Schwadorf   | Bayer Leverkusen U19   |          |

| Cessioni | Cessioni       | Cessioni        | Cessioni |
| R.       | Nome           | a               | Modalità |
| -------- | -------------- | --------------- | -------- |
| C        | Marco Christ   | Wehen Wiesbaden |          |
| C        | Claus Costa    | Osnabrück       |          |
| A        | Marcel Gaus    | FSV Francoforte |          |
| P        | Michael Melka  | RW Oberhausen   |          |
| D        | Tiago Calvano  | Newcastle Jets  |          |
| C        | Patrick Zoundi | Union Berlino   |          |

### Sessione invernale
| Acquisti | Acquisti        | Acquisti | Acquisti |
| R.       | Nome            | da       | Modalità |
| -------- | --------------- | -------- | -------- |
| C        | Adam Matuszczyk | Colonia  |          |

| Cessioni | Cessioni         | Cessioni        | Cessioni |
| R.       | Nome             | a               | Modalità |
| -------- | ---------------- | --------------- | -------- |
| A        | Marco Königs     | Preußen Münster |          |
| C        | Karim Aouadhi    | Espérance       |          |
| A        | Adriano Grimaldi | Sandhausen      |          |

## Risultati

### 2. Bundesliga

#### Girone di andata
| Arbitro: | Brych |

|                       |           |  |
| Rösler 66’ Bröker 88’ | Marcatori |  |

| Arbitro: | Drees |

|            |           |                      |
| Taylor 74’ | Marcatori | 42’ (rig.) Langeneke |

| Arbitro: | Willenborg |

|                                     |           |              |
| Rösler 43’ Bröker 50’, 72’ Fink 54’ | Marcatori | 53’ Hartmann |

| Arbitro: | Hartmann |

|         |           |             |
| Jung 3’ | Marcatori | 54’ Beister |

| Arbitro: | Meyer |

|                                            |           |                  |
| Rösler 29’ (rig.) Lambertz 46’ Beister 67’ | Marcatori | 85’ (rig.) Lauth |

| Aquisgrana 27 agosto 2011, ore 13:00 CEST 6ª giornata | Alemannia Aquisgrana | 0 – 0 referto | Fortuna Düsseldorf | Stadio Tivoli (23 864 spett.)\| Arbitro: \| Brych \| |
| Arbitro:                                              | Brych                |               |                    |                                                      |

| Arbitro: | Kinhöfer |

|                                                 |           |                            |
| Langeneke 12’ (rig.) Rösler 18’ Bröker 67’, 75’ | Marcatori | 43’ Müller 80’ Ngwat-Mahop |

| Arbitro: | Zwayer |

|                     |           |                                                                  |
| König 49’ Koçer 72’ | Marcatori | 14’ (rig.) Langeneke 22’ Rösler 84’ Lukimya-Mulongoti 89’ Juanan |

| Arbitro: | Welz |

|                                         |           |                            |
| Beister 4’, 26’ Rösler 17’ Grimaldi 90’ | Marcatori | 52’ Rangelov 55’ Hünemeier |

| Arbitro: | Wingenbach |

|                    |           |                      |
| Pfitzner 7’ (rig.) | Marcatori | 85’ (rig.) Langeneke |

| Arbitro: | Perl |

|           |           |                               |
| Kruse 15’ | Marcatori | 45’, 57’ Lambertz 75’ Beister |

| Arbitro: | Kampka |

|                                 |           |  |
| Langeneke 27’ (rig.) Rösler 54’ | Marcatori |  |

| Arbitro: | Cortus |

|                          |           |                                                 |
| Yelen 13’ Chrisantus 20’ | Marcatori | 16’, 55’ (rig.) Rösler 66’ Dum 82’, 85’ Beister |

| Arbitro: | Hartmann |

|                           |           |          |
| Beister 20’ Jovanović 90’ | Marcatori | 44’ Poté |

| Berlino 19 novembre 2011, ore 13:30 CET 15ª giornata | Union Berlino | 0 – 0 referto | Fortuna Düsseldorf | Stadio An der Alten Försterei (18 432 spett.)\| Arbitro: \| Welz \| |
| Arbitro:                                             | Welz          |               |                    |                                                                     |

| Arbitro: | Gagelmann |

|                               |           |          |
| Fink 18’ Langeneke 39’ (rig.) | Marcatori | 63’ Prib |

| Arbitro: | Perl |

|  |           |                                 |
|  | Marcatori | 57’ (rig.) Langeneke 59’ Rösler |

#### Girone di ritorno
| Arbitro: | Wingenbach |

|          |           |            |
| Inui 37’ | Marcatori | 74’ Rösler |

| Arbitro: | Weiner |

|                          |           |                                  |
| Juanan 56’ Jovanović 75’ | Marcatori | 38’ Proschwitz 60’ Meha 73’ Mohr |

| Arbitro: | Christ |

|           |           |                      |
| Ikeng 24’ | Marcatori | 30’ (rig.) Langeneke |

| Arbitro: | Brych |

|                      |           |            |
| Langeneke 90’ (rig.) | Marcatori | 69’ Köhler |

| Arbitro: | Gräfe |

|                     |           |             |
| Aigner 6’ Aygün 81’ | Marcatori | 44’ Beister |

| Düsseldorf 27 febbraio 2012, ore 20:15 CET 23ª giornata | Fortuna Düsseldorf | 0 – 0 referto | Alemannia Aquisgrana | Merkur Spiel-Arena (28 712 spett.)\| Arbitro: \| Aytekin \| |
| Arbitro:                                                | Aytekin            |               |                      |                                                             |

| Arbitro: | Zwayer |

|  |           |                                                       |
|  | Marcatori | 10’ Fink 16’ Beister 49’ Ilsø 53’ Rösler 76’ Lambertz |

| Arbitro: | Gagelmann |

|                                 |           |          |
| Beister 22’ Ilsø 65’ Bröker 72’ | Marcatori | 4’ Koçer |

| Arbitro: | Fritz |

|              |           |                |
| Sørensen 26’ | Marcatori | 81’ Matuszczyk |

| Arbitro: | Schmidt |

|            |           |             |
| Bröker 47’ | Marcatori | 27’ Kumbela |

| Düsseldorf 2 aprile 2012, ore 20:15 CEST 28ª giornata | Fortuna Düsseldorf | 0 – 0 referto | St. Pauli | Merkur Spiel-Arena (47 484 spett.)\| Arbitro: \| Stark \| |
| Arbitro:                                              | Stark              |               |           |                                                           |

| Arbitro: | Hartmann |

|                              |           |               |
| Weilandt 29’ Fink 61’ (aut.) | Marcatori | 85’ Jovanović |

| Arbitro: | Osmers |

|               |           |  |
| Jovanović 55’ | Marcatori |  |

| Arbitro: | Zwayer |

|                   |           |            |
| Dedič 7’ Poté 70’ | Marcatori | 44’ Bröker |

| Arbitro: | Stieler |

|                            |           |             |
| Ilsø 15’ Rösler 22’ (rig.) | Marcatori | 18’ Terodde |

| Arbitro: | Gräfe |

|           |           |          |
| Nöthe 33’ | Marcatori | 60’ Ilsø |

| Arbitro: | Kircher |

|                                |           |                         |
| Fink 18’ Lukimya-Mulongoti 21’ | Marcatori | 8’ Exslager 27’ Gjasula |

#### Play-off
| Arbitro: | Fritz |

|            |           |                             |
| Hubník 19’ | Marcatori | 64’ Bröker 71’ (aut.) Ramos |

| Arbitro: | Stark |

|                          |           |                            |
| Beister 1’ Jovanović 59’ | Marcatori | 23’ Ben-Hatira 85’ Raffael |

### Coppa di Germania
| Arbitro: | Cortus |

|  |           |                                |
|  | Marcatori | 25’ Bröker 80’ Rösler 86’ Fink |

| Arbitro: | Drees |

|                                            |           |  |
| Benjamin 15’ (aut.) Rösler 39’, 90’ (rig.) | Marcatori |  |

| Arbitro: | Gräfe |

|                                            |                      |                                              |
| Jovanović Langeneke Lambertz Bröker Rösler | Tiri di rigore 4 – 5 | Hummels Błaszczykowski Kehl Gündoğan Perišić |

## Statistiche

### Statistiche di squadra
| Competizione      | Punti | In casa | In casa | In casa | In casa | In casa | In casa | In trasferta | In trasferta | In trasferta | In trasferta | In trasferta | In trasferta | Totale | Totale | Totale | Totale | Totale | Totale | DR  |
| Competizione      | Punti | G       | V       | N       | P       | Gf      | Gs      | G            | V            | N            | P            | Gf           | Gs           | G      | V      | N      | P      | Gf     | Gs     | DR  |
| ----------------- | ----- | ------- | ------- | ------- | ------- | ------- | ------- | ------------ | ------------ | ------------ | ------------ | ------------ | ------------ | ------ | ------ | ------ | ------ | ------ | ------ | --- |
| 2. Bundesliga     | 62    | 17      | 11      | 5       | 1       | 35      | 17      | 17           | 5            | 9            | 3            | 29           | 18           | 34     | 16     | 14     | 4      | 64     | 35     | +29 |
| Play-off          | -     | 1       | 0       | 1       | 0       | 2       | 2       | 1            | 1            | 0            | 0            | 2            | 1            | 2      | 1      | 1      | 0      | 4      | 3      | +1  |
| Coppa di Germania | -     | 2       | 1       | 1       | 0       | 3       | 0       | 1            | 1            | 0            | 0            | 3            | 0            | 3      | 2      | 1      | 0      | 6      | 0      | +6  |
| Totale            | 62    | 20      | 12      | 7       | 1       | 40      | 19      | 19           | 7            | 9            | 3            | 34           | 19           | 39     | 19     | 16     | 4      | 74     | 38     | +36 |

### Andamento in campionato
| Giornata  | 1 | 2 | 3 | 4 | 5 | 6 | 7 | 8 | 9 | 10 | 11 | 12 | 13 | 14 | 15 | 16 | 17 | 18 | 19 | 20 | 21 | 22 | 23 | 24 | 25 | 26 | 27 | 28 | 29 | 30 | 31 | 32 | 33 | 34 |
| --------- | - | - | - | - | - | - | - | - | - | -- | -- | -- | -- | -- | -- | -- | -- | -- | -- | -- | -- | -- | -- | -- | -- | -- | -- | -- | -- | -- | -- | -- | -- | -- |
| Luogo     | C | T | C | T | C | T | C | T | C | T  | T  | C  | T  | C  | T  | C  | T  | T  | C  | T  | C  | T  | C  | T  | C  | T  | C  | C  | T  | C  | T  | C  | T  | C  |
| Risultato | V | N | V | N | V | N | V | V | V | N  | V  | V  | V  | V  | N  | V  | V  | N  | P  | N  | N  | P  | N  | V  | V  | N  | N  | N  | P  | V  | P  | V  | N  | N  |
| Posizione | 2 | 3 | 1 | 6 | 5 | 7 | 3 | 3 | 2 | 3  | 3  | 3  | 1  | 1  | 2  | 1  | 1  | 1  | 1  | 1  | 1  | 4  | 5  | 4  | 3  | 3  | 3  | 3  | 3  | 3  | 4  | 3  | 3  | 3  |

Legenda:

Luogo: C = Casa; T = Trasferta. Risultato: V = Vittoria; N = Pareggio; P = Sconfitta.

### Statistiche dei giocatori
| Giocatore        | 2. Bundesliga | 2. Bundesliga | 2. Bundesliga | 2. Bundesliga | Play-off | Play-off | Play-off    | Play-off   | Coppa di Germania | Coppa di Germania | Coppa di Germania | Coppa di Germania | Totale   | Totale | Totale      | Totale     |
| Giocatore        | Presenze      | Reti          | Ammonizioni   | Espulsioni    | Presenze | Reti     | Ammonizioni | Espulsioni | Presenze          | Reti              | Ammonizioni       | Espulsioni        | Presenze | Reti   | Ammonizioni | Espulsioni |
| ---------------- | ------------- | ------------- | ------------- | ------------- | -------- | -------- | ----------- | ---------- | ----------------- | ----------------- | ----------------- | ----------------- | -------- | ------ | ----------- | ---------- |
| J. Al-Hazaimeh   | 0             | 0             | 0             | 0             | 0        | 0        | 0           | 0          | 0                 | 0                 | 0                 | 0                 | 0        | 0      | 0           | 0          |
| R. Almer         | 12            | 0             | 0             | 0             | 0        | 0        | 0           | 0          | 0                 | 0                 | 0                 | 0                 | 12       | 0      | 0           | 0          |
| K. Aouadhi       | 1             | 0             | 0             | 0             | 0        | 0        | 0           | 0          | 0                 | 0                 | 0                 | 0                 | 1        | 0      | 0           | 0          |
| M. Beister       | 33            | 11            | 8             | 0             | 2        | 1        | 0           | 0          | 3                 | 0                 | 0                 | 0                 | 38       | 12     | 8           | 0          |
| V. Bijev         | 1             | 0             | 0             | 0             | 0        | 0        | 0           | 0          | 0                 | 0                 | 0                 | 0                 | 1        | 0      | 0           | 0          |
| A. Bodzek        | 31            | 0             | 13            | 0             | 2        | 0        | 0           | 0          | 3                 | 0                 | 2                 | 0                 | 36       | 0      | 15          | 0          |
| T. Bröker        | 31            | 8             | 1             | 0             | 2        | 1        | 0           | 0          | 3                 | 1                 | 0                 | 0                 | 36       | 10     | 1           | 0          |
| S. Dum           | 24            | 1             | 5             | 0             | 0        | 0        | 0           | 0          | 3                 | 0                 | 2                 | 0                 | 27       | 1      | 7           | 0          |
| T. Erat          | 0             | 0             | 0             | 0             | 0        | 0        | 0           | 0          | 0                 | 0                 | 0                 | 0                 | 0        | 0      | 0           | 0          |
| O. Fink          | 31            | 4             | 7             | 0             | 2        | 0        | 0           | 0          | 3                 | 1                 | 0                 | 0                 | 36       | 5      | 7           | 0          |
| T. Furuholm      | 9             | 0             | 0             | 0             | 0        | 0        | 0           | 0          | 0                 | 0                 | 0                 | 0                 | 9        | 0      | 0           | 0          |
| A. Grimaldi      | 7             | 1             | 0             | 0             | 0        | 0        | 0           | 0          | 2                 | 0                 | 0                 | 0                 | 9        | 1      | 0           | 0          |
| K. Ilsø          | 26            | 4             | 4             | 0             | 2        | 0        | 0           | 0          | 0                 | 0                 | 0                 | 0                 | 28       | 4      | 4           | 0          |
| R. Jovanović     | 17            | 4             | 0             | 0             | 2        | 1        | 1           | 0          | 1                 | 0                 | 0                 | 0                 | 20       | 5      | 1           | 0          |
| J. Juanan        | 19            | 2             | 2             | 0             | 2        | 0        | 0           | 0          | 1                 | 0                 | 0                 | 0                 | 22       | 2      | 2           | 0          |
| M. Krauss        | 0             | 0             | 0             | 0             | 0        | 0        | 0           | 0          | 0                 | 0                 | 0                 | 0                 | 0        | 0      | 0           | 0          |
| R. Kruse         | 11            | 0             | 0             | 0             | 0        | 0        | 0           | 0          | 1                 | 0                 | 0                 | 0                 | 12       | 0      | 0           | 0          |
| M. Königs        | 0             | 0             | 0             | 0             | 0        | 0        | 0           | 0          | 0                 | 0                 | 0                 | 0                 | 0        | 0      | 0           | 0          |
| A. Lambertz      | 30            | 4             | 11            | 1             | 2        | 0        | 2           | 0          | 3                 | 0                 | 1                 | 0                 | 35       | 4      | 14          | 1          |
| J. Langeneke     | 29            | 9             | 5             | 0             | 2        | 0        | 0           | 0          | 2                 | 0                 | 0                 | 0                 | 33       | 9      | 5           | 0          |
| T. Levels        | 26            | 0             | 7             | 0             | 2        | 0        | 0           | 0          | 2                 | 0                 | 1                 | 0                 | 30       | 0      | 8           | 0          |
| A. Lukimya       | 34            | 2             | 3             | 0             | 2        | 0        | 0           | 0          | 3                 | 0                 | 0                 | 0                 | 39       | 2      | 3           | 0          |
| A. Matuszczyk    | 8             | 1             | 0             | 0             | 2        | 0        | 0           | 0          | 0                 | 0                 | 0                 | 0                 | 10       | 1      | 0           | 0          |
| M. Ratajczak     | 23            | 0             | 0             | 1             | 2        | 0        | 0           | 0          | 3                 | 0                 | 0                 | 0                 | 28       | 0      | 0           | 1          |
| S. Rösler        | 31            | 13            | 12            | 1             | 0        | 0        | 0           | 0          | 3                 | 3                 | 1                 | 0                 | 34       | 16     | 13          | 1          |
| J. Schwadorf     | 0             | 0             | 0             | 0             | 0        | 0        | 0           | 0          | 0                 | 0                 | 0                 | 0                 | 0        | 0      | 0           | 0          |
| K. Schwertfeger  | 0             | 0             | 0             | 0             | 0        | 0        | 0           | 0          | 0                 | 0                 | 0                 | 0                 | 0        | 0      | 0           | 0          |
| C. Weber         | 13            | 0             | 2             | 0             | 0        | 0        | 0           | 0          | 2                 | 0                 | 0                 | 0                 | 15       | 0      | 2           | 0          |
| J. van den Bergh | 27            | 0             | 1             | 0             | 2        | 0        | 1           | 0          | 3                 | 0                 | 0                 | 0                 | 32       | 0      | 2           | 0          |